# John Barry (marino)
John Barry (Tacumshane, Irlanda; 25 de marzo de 1745 - Filadelfia, Estados Unidos; 13 de septiembre de 1803) fue un oficial de la Armada Continental durante el Guerra de Independencia de los Estados Unidos y más tarde fue oficial de la Armada de los Estados Unidos. 
Conocido como “padre de la marina estadounidense», honor compartido con John Paul Jones, fue el primer capitán puesto al mando de un buque de guerra estadounidense bajo la bandera de la Armada Continental. Al final de su carrera alcanzó el grado de comodoro. 

## Reconocimientos
Cerca del llamado Independence Hall, en Wexford, existe un monumento en su honor en la plaza Franklin. 

Varios barcos llevan el nombre USS Barry, así como un parque de Brooklyn, llamado Commodore Barry Park y un puente (el Commodore Barry Bridge ). 

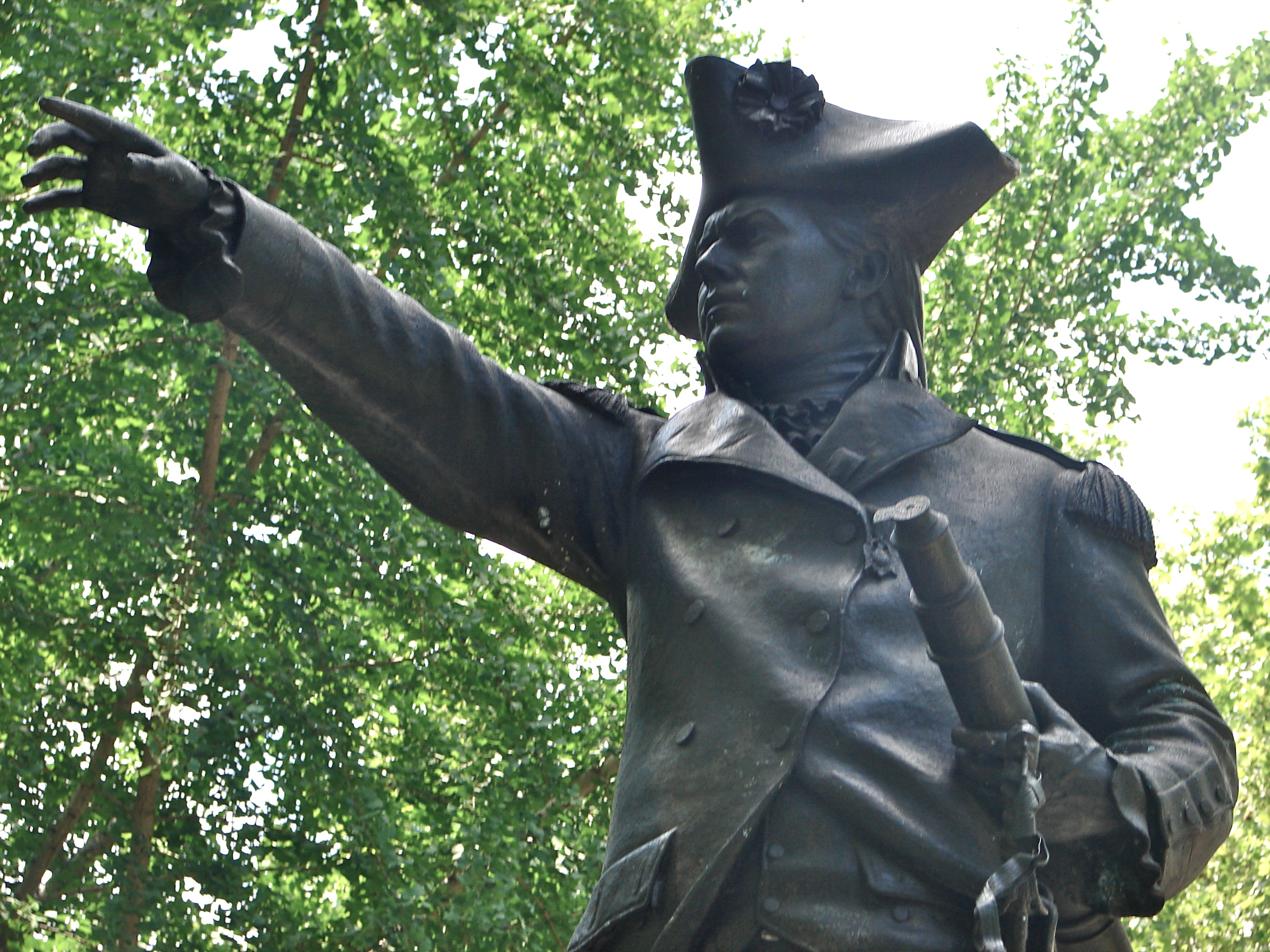
Estado cercano del salón de la independencia.
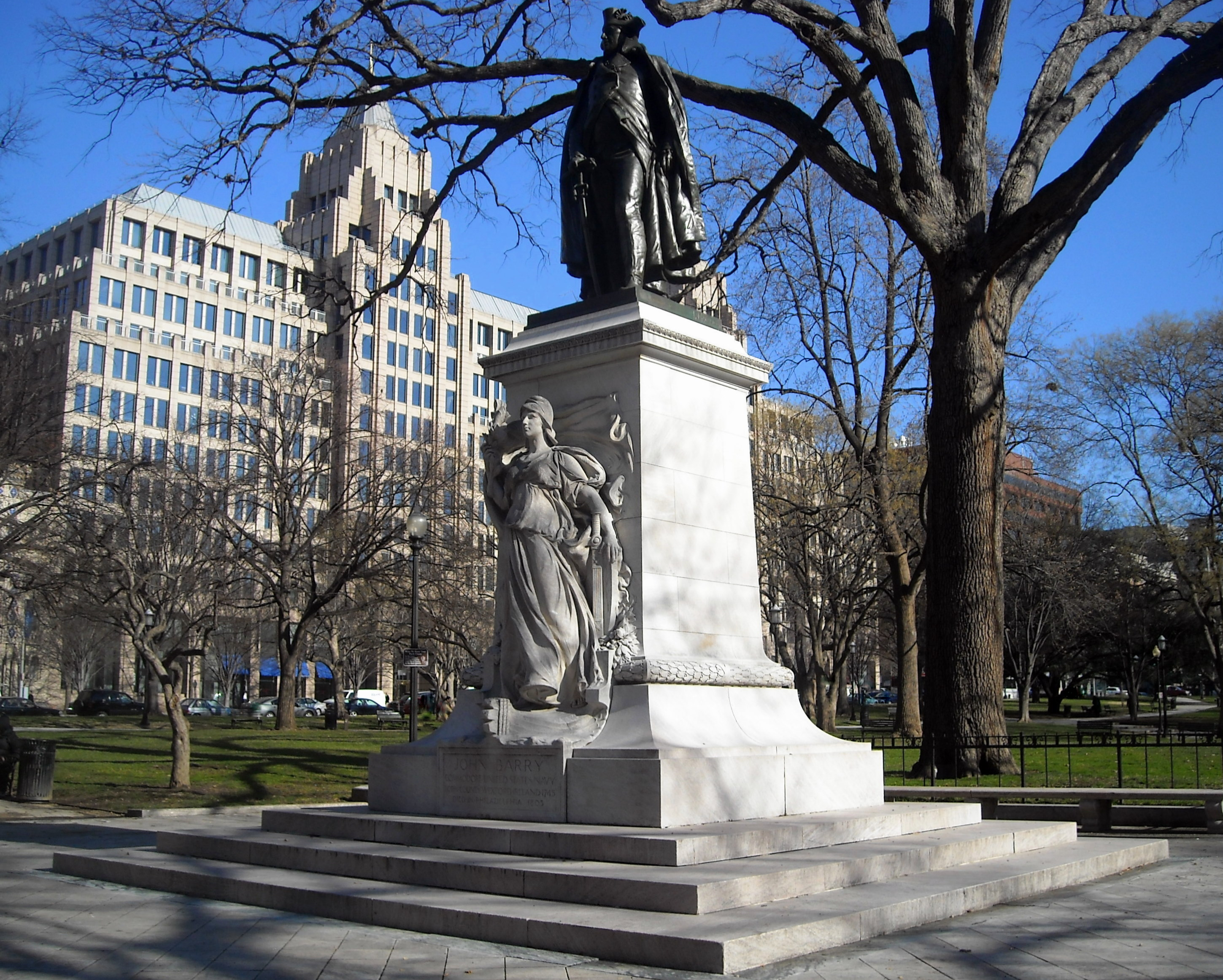
Estado en Plaza Franklin.
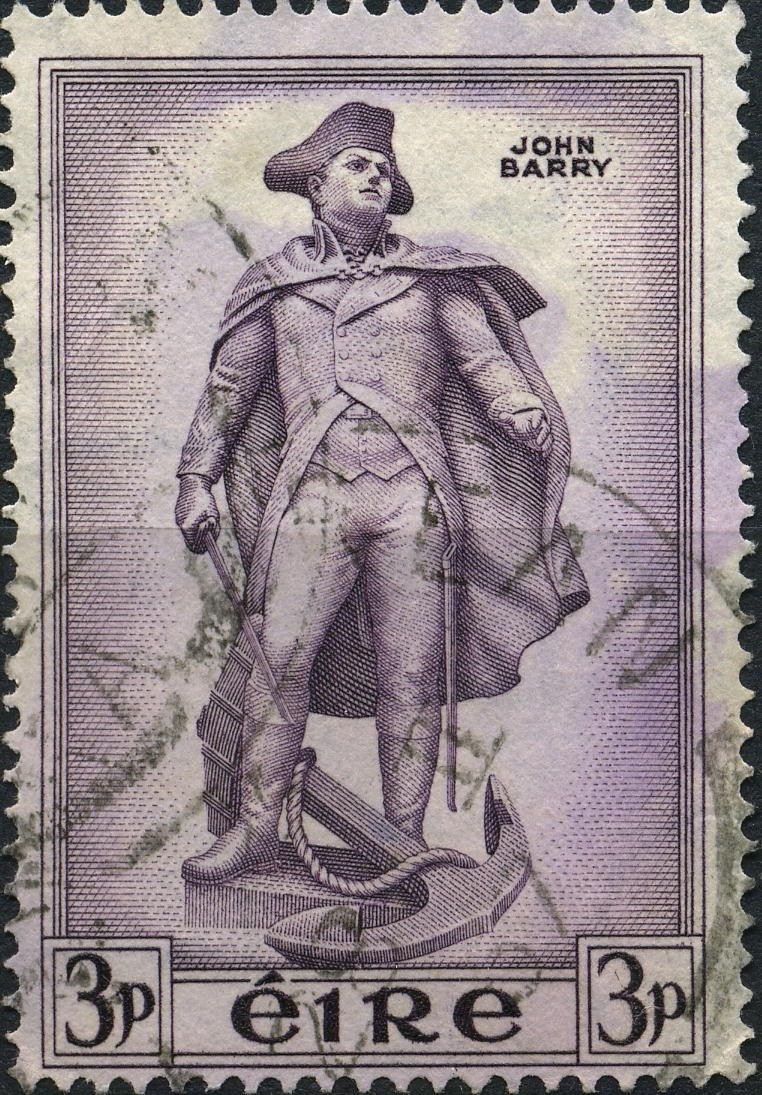
John Barry en un sello irlandés.